# Imperio latino
El Imperio latino, Imperio latino de Oriente o Imperio latino de Constantinopla (nombre original en latín: Imperium Romaniae, «Imperio de Romania») es el nombre dado por los historiadores al estado feudal cruzado fundado por los líderes de la Cuarta Cruzada en los territorios capturados del Imperio bizantino. Fue establecido después de la captura de Constantinopla en 1204 y se prolongó hasta 1261. 
El Imperio latino tenía por objeto sustituir al Imperio bizantino como sucesor titular del Imperio romano en el este, con un emperador occidental católico entronizado en lugar de los emperadores orientales ortodoxos. Balduino IX, conde de Flandes, fue coronado primer emperador latino como Balduino I el 16 de mayo de 1204. El Imperio latino no logró obtener la dominación política o económica sobre los otros feudos latinos que se habían establecido en los antiguos territorios bizantinos como consecuencia de la Cuarta Cruzada, especialmente Venecia, y después de un breve período inicial de éxitos militares el Imperio latino entró en una constante decadencia. Debilitado por la constante guerra con el Imperio búlgaro y los estados sucesores griegos, finalmente cayó ante el Imperio de Nicea bajo el emperador Miguel VIII Paleólogo en 1261. El último emperador latino, Balduino II, fue al exilio, pero el título imperial sobrevivió, con varios reclamantes para él, hasta el siglo XIV.

## Historia

### Creación del Imperio latino
Por acuerdo entre los cruzados, el territorio bizantino fue dividido: en la Partitio terrarum imperii Romaniae, firmada el 1 de octubre de 1204, tres octavos —incluyendo Creta y otras islas— fueron para la República de Venecia. El Imperio latino reclamó el resto, y ejerció control sobre zonas de Grecia, dividida en feudos vasallos: el Reino de Tesalónica, el Principado de Acaya, el Ducado de Atenas, el Ducado del Archipiélago y los ducados efímeros de Nicea, Filipópolis y Filadelfia. 
El Dogo de Venecia no fue considerado vasallo del Imperio, pero su posición en el control de 37.5% de su territorio y de barrios dentro de la misma Constantinopla aseguraron la influencia de Venecia en los asuntos del Imperio. Sin embargo, gran parte del antiguo territorio bizantino quedó en manos de los estados sucesores rivales liderados por la tradicional aristocracia bizantina griega, como el Despotado de Epiro, el Imperio de Nicea y el Imperio de Trebisonda, que estaban empeñados en reconquistar Constantinopla.

El Imperio latino tras 1204 con sus vasallos (Reino de Tesalónica, Ducado de Atenas y Principado de Acaya) y los estados sucesores griegos (Imperio de Nicea, Despotado de Epiro y Imperio de Trebisonda), posteriores a la partición del Imperio bizantino. Las fronteras son imprecisas.

Un efecto notable de la coronación de Balduino y la creación del Imperio Latino fue la existencia de tres autodenominados "imperios romanos" al mismo tiempo: El Imperio Latino, el Sacro Imperio Romano y los restos del Imperio bizantino, sucesor directo del antiguo Imperio romano. Sin embargo, ninguno de ellos controlaba la ciudad de Roma, bajo la autoridad política del Papa.

### El Imperio en Europa
A diferencia de Asia, donde el Imperio Latino se enfrentó solamente a una inicialmente débil Nicea, en Europa encontró inmediatamente un poderoso enemigo: el zar Kaloyán de Bulgaria. Cuando Balduino comenzó una campaña contra los señores bizantinos de Tracia, estos pidieron ayuda a Kaloyán. En la batalla de Adrianópolis, el 14 de abril de 1205, la caballería pesada latina fue aplastada por las tropas de Kaloyán y el emperador Balduino fue capturado y encarcelado en Veliko Tárnovo, la capital búlgara, hasta su muerte en 1205.
Su hermano Enrique fue elegido regente del Imperio y coronado como emperador en 1206, cuando en Constantinopla se supo la muerte de Balduino. Por su parte, Kaloyán fue asesinado en 1207 durante el asedio de Tesalónica en una conspiración de su primo Boril, que se hizo con el trono. Al año siguiente, los búlgaros atacaron al Imperio Latino, siendo derrotados en la batalla de Filipópolis. Enrique entonces pudo recuperar la mayor parte de los territorios perdidos en Tracia. En 1209, tuvo que someter a los nobles lombardos del Reino de Tesalónica que se habían rebelado contra el sucesor del rey Bonifacio.
Mientras tanto, Miguel I Comneno Ducas había creado el que luego se conocería como Despotado de Epiro, el principal foco de la resistencia griega en Europa a la invasión de los cruzados. Atacó el Principado de Acaya entre 1207 y 1209 y en 1210 se alió con zar Boril para atacar el Reino de Tesalónica. Derrotados por el emperador Enrique, este exigió a Miguel Comneno que se declarase su vasallo. Pero Miguel lo evitó dando en matrimonio a su hija a Eustaquio, hermano de Enrique, con un tercio de sus tierras como dote.
En 1211, el zar Boril firmó una alianza con el emperador de Nicea para tomar Constantinopla, pero fracasaron en su intento. En vista de ello, Boril decidió firmar la paz con Enrique, a quien dio en matrimonio a María, hija del zar Kaloyán. El Imperio Latino conseguía así cierta seguridad en Tracia y Tesalónica.
En 1214, sin embargo, Miguel fue asesinado y le sucedió Teodoro Comneno Ducas, que estaba decidido a capturar Tesalónica. El 11 de junio de 1216, mientras supervisaba las reparaciones de los muros de Tesalónica, Enrique murió envenenado y fue sucedido por Pedro de Courtenay, que fue capturado y ejecutado por Teodoro al año siguiente. La regencia fue establecida en Constantinopla, encabezada por la viuda de Pedro, Yolanda de Flandes hasta 1221, cuando su hijo Roberto de Courtenay fue coronado emperador. Distraído por la reanudación de la guerra con Nicea, y esperando en vano la ayuda del Papa Honorio III y el rey de Francia Felipe II, el Imperio latino no pudo evitar la caída final de Tesalónica ante Epiro en 1224. El ejército epirota conquistó Tracia en 1225-1226, apareciendo ante la misma Constantinopla. El Imperio latino fue salvado por el momento por la amenaza que ofrecía a Teodoro el zar búlgaro Iván Asen II, y una tregua fue concluida en 1228.

### El Imperio en Asia Menor
Las iniciales campañas de los cruzados en Asia Menor resultaron en la captura de la mayor parte de Bitinia para 1205, con la derrota de las fuerzas de Teodoro I Lascaris en Poemanenum y Prusa. Los éxitos latinos continuaron y en 1207 se firmó una tregua con Teodoro, recientemente proclamado emperador de Nicea. Los latinos infligieron una nueva derrota a las fuerzas nicenas en el río Ryndakos en octubre de 1211. Tres años después ambos imperios firmaron el Tratado de Ninfeo (1214) en que Teodoro reconocía al imperio latino el control de la mayor parte de Bitinia y Misia. 
La paz fue mantenida hasta 1222, momento en el cual la potencia emergente de Nicea se sintió lo suficientemente fuerte como para desafiar al imperio latino, por aquel entonces debilitado por la constante guerra  en sus provincias europeas. En la batalla de Pemaneno en 1224, el ejército latino fue derrotado, y por los siguientes años el emperador Roberto de Courtenay fue forzado a ceder todas sus posesiones de Asia a Nicea, excepto Nicomedia y los territorios justo enfrente de Constantinopla. Nicea también se volvió al mar Egeo, capturando las islas adjuntas al Imperio. En 1235, finalmente, las posesiones latinas cayeron ante Nicea.

### Decadencia y caída
Después que Roberto de Courtenay murió en 1228, fue creada una nueva regencia bajo Juan de Brienne. Después de la desastrosa derrota epirota por los búlgaros en la batalla de Klokotnitsa de 1230, fue eliminada la amenaza epirota para el Imperio latino, solo para ser sustituida por Nicea, que inició la adquisición de territorios en Grecia. El emperador Juan III Ducas Vatatzes de Nicea firmó con Bulgaria una alianza que en 1235 dio lugar a una campaña conjunta contra el Imperio latino, y a un asedio infructuoso de Constantinopla el mismo año. En 1237, Balduino II alcanzó la mayoría de edad y asumió las riendas de un estado muy disminuido, que solamente controlaba Constantinopla propiamente dicha y territorios vecinos a la capital. La precaria situación económica y política del Imperio lo obligó a viajar con frecuencia a Europa Occidental en busca de ayuda militar o financiera, pero sin éxito. Con el fin de obtener dinero, se vio obligado a recurrir a medios desesperados, como la eliminación y venta de los techos principales del Gran Palacio y la entrega de su único hijo, Felipe de Courtenay, a los comerciantes venecianos como garantía para un préstamo.
En 1247, los nicenos habían rodeado eficazmente Constantinopla, con solo las fuertes murallas de la ciudad para mantenerlos a raya, y el triunfo niceno en la batalla de Pelagonia de 1258 señaló el principio del fin del predominio latino en Grecia, con un Principado de Acaya muy debilitado y el Despotado de Epiro definitivamente eclipsado por el Imperio de Nicea. Ya sin rivales fuertes en suelo europeo, los nicenos se concentraron en hostilizar al exiguo y menoscabado Imperio latino y el 25 de julio de 1261, con la mayoría de las tropas latinas fuera en campaña, el general niceno Alejo Estrategopoulos encontró una entrada sin vigilancia en Constantinopla y la atacó con sus tropas, tomándola tras un breve combate para su señor, Miguel VIII Paleólogo. Perdido así su último territorio de importancia, el Imperio latino desapareció.

## Organización
Poco después de tomar la ciudad en 1204, los cruzados introdujeron el feudalismo basado en los modelos de Europa Occidental como sustento de la organización política y social del Imperio. En tanto los cruzados que habían tomado la ciudad eran una fuerza militar multinacional, se estableció un "consejo del Imperio" formado por magnates influyentes que se encargarían del gobierno en casos de emergencia. El gobierno del Imperio se hallaba muy influido por el "Podestà de Constantinopla", un funcionario de la República de Venecia, que formalmente era integrante del consejo del Imperio mientras era en simultáneo un embajador veneciano de facto encargado de proteger los grandes intereses políticos y comerciales de su patria en Constantinopla por lo cual respondía solamente ante el dux. En los hechos, el Podestà ejercía un efectivo gobierno sobre los territorios otorgados a Venecia, empleando funcionarios venecianos. 
Un problema fue que los demás territorios constituidos en estados vasallos (Tesalónica, Acaya, Atenas, y Naxos) mantuvieron una notable autonomía ante el Imperio, y pronto se tornaron independientes en la práctica, en un grado muy superior a los vasallos feudales de Europa Occidental; la creciente autonomía de sus vasallos dificultó al Imperio obtener su apoyo en momentos de peligro, e impidió contrarrestar las amenazas de nicenos o de búlgaros, además de enfrentar la hostilidad del Despotado de Epiro.
Por su parte, el clero católico traído por los cruzados estableció su Patriarcado latino de Constantinopla, fundando conventos y transformando templos ortodoxos en católicos; los cristianos griegos -mayoría de la población- no sufrieron persecución, pero su clero quedó subordinado a las decisiones administrativas del Patriarcado católico.

## Economía
La economía del Imperio tuvo como primer fundamento al carácter estratégico de Constantinopla como gran emporio centro comercial que conectaba el Mediterráneo y el Mar Negro, así como sus facilidades portuarias que le permitían eficaz contacto con otros nudos comerciales de la época. Este elemento no resultó de gran provecho al Imperio en tanto los principales beneficiarios de su comercio internacional eran los venecianos, que no solamente controlaban de facto el tráfico marítimo sino que habían logrado privilegios comerciales y exenciones fiscales que les permitían no pagar impuestos al Imperio e imponer sus condiciones al resto de mercaderes que utilizaran Constantinopla. 
Las cuestiones de administración pública del Imperio quedaron en manos de aristócratas de Europa Occidental relacionados con los participantes de la Cuarta Cruzada, (siendo especialmente franceses, italianos, o flamencos) aunque el desplazamiento de la antigua burocracia bizantina perjudicó la gestión de los tributos y del comercio interno, causando crisis económica desde los primeros momentos. 
La producción agrícola de trigo y peletería de Tracia eran los principales artículos de exportación en los primeros años pero los crecidos gastos de campañas militares para defenderse de nicenos y búlgaros, junto con la inestabilidad y falta de liderazgo en el trono imperial tras la muerte de Enrique de Flandes en 1216, causaron serios problemas económicos al Imperio, que no controlaba las regiones más ricas y productivas antaño gobernadas por Bizancio. Las divisiones entre la aristocracia de origen cruzado, la escasez de ingresos propios y sostenidos, y el débil control sobre los estados vasallos causaron que el Imperio dependa cada vez más del apoyo financiero del Papado o de Venecia para subsistir; inclusive la capital, Constantinopla, sufría desde 1230 por carestías de alimentos pese a haberse reducido notablemente su población. La pérdida de Tracia tras las derrotas militares de Roberto de Courtenay y Juan de Brienne, causó una depresión económica generalizada del Imperio que debió obtener ingresos en sus últimos años vendiendo tesoros de iglesias y palacios de Constantinopla.

## Emperadores del Imperio latino de Constantinopla
- Balduino I de Constantinopla (1204–1205)
- Enrique de Flandes (1206–1216)
- Interregno: Conon de Béthune (regente) (1216–1217)[2]
- Pedro de Courtenay (1217–1219)
  - Yolanda de Flandes (regente) (1217–1219)[3]
- Interregno: Conon de Béthune (regente) (1219–1220)[2]
- Roberto de Courtenay (1221–1228)
- Balduino II (1228–1261) (muerto en 1273)
  - María de Courtenay (regente) (1228)[4]
  - Narjot de Toucy (regente) (1228–1231)[2]
  - Juan de Brienne (regente con el título de emperador) (1229/1231[5]–1237)
  - Anseau de Cayot (regente) (1237–1238)[6]
  - Narjot de Toucy (regente) (1238–1239)[6]
  - Felipe de Toucy. Regente durante la ausencia de Balduino II (1243–1248)[6][7] (1251–1259)[8]

### Emperadores titulares[9]
- Balduino de Courtenay (1261–1273)
- Felipe de Courtenay (1273–1283)
- Catalina de Courtenay (1283–1308) con Carlos de Valois (1301–1308)
- Catalina de Valois (1308–1346) con Felipe I de Tarento (1313–1332)
- Roberto de Tarento (1346–1364)
- Felipe II de Tarento (1364–1373)
- Jaime de Baux (1373–1383). A su muerte, legó sus derechos titulares sobre el imperio a Luis I de Anjou, pretendiente al trono de Nápoles, pero ni él ni sus sucesores utilizaron el título imperial.